# Itumbiara subdilatata
Itumbiara subdilatata là một loài bọ cánh cứng trong họ Cerambycidae.